# Mississippi (film 1935)
Mississippi è un film del 1935 diretto da A. Edward Sutherland e da (non accreditato) Wesley Ruggles. La sceneggiatura si basa sul lavoro teatrale Magnolia (New York, 27 agosto 1923) di Booth Tarkington.

## Trama
Un giovane della buona società sudista rifiuta di difendere l'onore della fidanzata con un duello perché non crede in quella forma di giustizia. Cacciato di casa, troverà lavoro sui battelli del Mississippi come cantante. Quando per errore ucciderà un malvivente, diventando un eroe, la sua famiglia si rifarà viva.

### Canzoni
- Soon (parole e musica di Richard Rodgers e Lorenz Hart)
- It's Easy to Remember (parole e musica di Richard Rodgers e Lorenz Hart)
- Down by the River (parole e musica di Richard Rodgers e Lorenz Hart)
- Roll Mississippi (parole e musica di Richard Rodgers e Lorenz Hart)
- Old Folks at Home (parole e musica di Stephen Foster)

## Produzione
Il film fu prodotto dalla Paramount Pictures (con il nome Paramount Productions, Inc,).

## Distribuzione
Distribuito dalla Paramount Pictures (con il nome Paramount Productions, Inc,), il film - presentato da Adolph Zukor - uscì nelle sale cinematografiche statunitensi il 22 marzo 1935.